# Brian May
Sir Brian Harold May (født 19. juli 1947 i Twickenham, England) er en engelsk astrofysiker og musiker, som er mest kendt som guitarist og sanger (primært kor) i det britiske rockband Queen. Han er musikalsk inspireret af The Shadows, The Who, Jimi Hendrix, Cream, Black Sabbath, Rainbow og The Beatles.

## Tidlige liv
Brian May byggede sammen med sin far sin egen guitar som 16-årig. Han bliver betragtet af mange som en af guruerne og den person, der frembragte den meget karakteristiske lyd gennem sin velkendte Vox AC-30 forstærker.
May viste tidligt interesse for musik, og hans forældre lod ham gå til klaverlektioner, hvilket han faktisk hadede.
Da han var 6 år gammel, lærte han at spille ukulele. Han var hurtig, lærenem og meget dygtig. Han fik derpå en spansk guitar til sin 7-års fødselsdag, men den var for stor til ham, så han moderniserede den. Han udviklede snart sit repertoire fra simple akkorder til mere avancerede. På dette tidspunkt opdagede han, at hans guitar ikke var god nok længere til at spille det musik, han kunne lide. Han havde ikke så mange penge, og den type guitar, han ville have, var for dyr. Han og hans far bestemte sig for at bygge en guitar efter hans behov. Det blev til "Red Special" (eller fireplace guitar). Guitaren tog 18 måneder at bygge og kostede ca. 7 £, foruden hans Burns pick-ups, som han blev nødt til at købe, da dem, han selv lavede, ikke virkede tilfredsstillende. Mays venner og skolekammerater elskede guitaren og ville hellere end gerne købe den.

## Musikkarriere
Hans guitarspil blev bedre, og da han var 17, i 1963, havde han lavet et band med venner som Dave Dilloway og Tim Staffell. Gruppen hed 1984 efter bogen af samme navn. Bandet spillede i lokale haller og skoler. Efter 18 måneder drog han til Imperial College i London for at studere astronomi og fysik. Han begyndte at komponere sange på det tidspunkt og skrev ballader og hård rock. Han spillede stadig i gruppen 1984 og blev selv støttet af Jimi Hendrix. Han ville have tid til at studere, og gruppen blev opløst i starten af 1968. Dog holdt han kontakten med Tim Staffell. De manglede en trommeslager og fandt Roger Meddows Taylor, hvorpå Smile blev dannet senere i 1968. Denne gruppe udviklede sig senere (i 1970) til Queen. Brian May skrev nogle af Queens store numre fra "Tie Your Mother Down" og "We Will Rock You" til ballader som "Who Wants to Live Forever". Siden Freddie Mercurys død i 1991 har han bl.a. været musikalsk rådgiver på Ben Eltons musical We Will Rock You i London. I perioden 2004 - 2009 var han sammen med Roger Meddows-Taylor og Paul Rodgers på verdensturné med Queens legendariske numre. Fra 2011-2025 har han turneret med bandet Queen + Adam Lambert.

## Efter Freddie Mercurys død
Efter Freddie Mercurys død i 1991 blev May meget trist og var tæt på at begå selvmord, men han klarede sig ifølge egne ord igennem, fordi han havde sine børn og folk omkring sig, der havde brug for ham. En anden grund til, at han blevet meget trist, var, at hans far døde næsten samtidig med Mercury.

## Privatliv
Brian May var i perioden 1974-1988 gift med Chrissie, med hvem han har tre børn: James (født 1978), Louisa (født 1981) og Emily Ruth (født 1987). I 2000 giftede han sig med skuespilleren Anita Dobson.

## Diskografi
Med Queen
- Queen (1973)
- Queen II (1974)
- Sheer Heart Attack (1974)
- A Night at the Opera (1975)
- A Day at the Races (1976)
- News of the World (1977)
- Jazz (1978)
- The Game (1980)
- Flash Gordon (1980)
- Hot Space (1982)
- The Works (1984)
- A Kind of Magic (1986)
- The Miracle (1989)
- Innuendo (1991)
- Made in Heaven (1995)

Solodiskografi
- Back to the Light (1992)
- Another World (1998)
- Furia (2000) soundtrack

Samarbejder
- Star Fleet Project (with Eddie Van Halen) (1983)
- El Vampiro Bajo el Sol (with Paralamas do Sucesso and Fito Paez) (1994)
- Anthems (with Kerry Ellis) (2010)
- Acoustic by Candlelight (with Kerry Ellis) (2013)
- Golden Days (with Kerry Ellis) (2017)
- We are One (medJayce Lewis) (2018)[2][3][4]
- Blue on Black (with Five Finger Death Punch, Kenny Wayne Shepherd og Brantley Gilbert) (2019)
- Floating in Heaven (single med Graham Gouldman) (2022) [5]
- Fought & Lost (single with Sam Ryder) (2023)